# The Kin
The Kin är en kort skräckfilm som hårdrocksbandet Lordi gjorde år 2004. De två före detta bandmedlemmarna Erna Siikavirta och Niko Hurme medverkar i filmen. Filmen är cirka 30 minuter lång.